# Radio Umut
Radio Umut – turecka lokalna rozgłośnia radiowa z Antalii, nadająca na falach 107,6 FM. Nadawanie rozpoczęła 15 sierpnia 1995 roku.